# 224-та окрема рота радіаційного, хімічного, біологічного захисту (Україна)
224-та окрема рота радіаційного, хімічного, біологічного захисту (224 Ор РХБЗ) — підрозділ 22-ї окремої механізованої бригади ЗСУ, що був розформований в 2003 році.

## Історія
Історія частини починається з 384-ї окремої роти хімічного захисту, сформованої у складі 293-ї стрілецької дивізії в липні 1941 року. Разом з іншими частинами дивізії рота вступила в бій з німецькими загарбниками. За відзначення в боях 7 лютого 1943 року рота отримала гвардійське звання й стала 68-ю окремою гвардійською ротою хімічного захисту. Бойовий шлях закінчила в Австрії.
15 листопада 1985 року батальйон став 247-ю окремою навчальною ротою хімічного захисту.
1 вересня 1992 року рота була розформована, а на її базі сформували 15-й окремий батальйон хімічного захисту 66-ї механізованої дивізії, який вже 1 грудня 1992 року став 15-ю окремою ротою хімічного захисту.
До жовтня 1994 року рота, як і всі підрозділи військ хімічного захисту, була переформована в 15-й окремий батальйон РХБЗ.
У 2003 році разом з бригадою була розформована.